# Storbritanniens Grand Prix 1970
Storbritanniens Grand Prix 1970 var det sjunde av 13 lopp ingående i formel 1-VM 1970.  

## Resultat
1. Jochen Rindt, Lotus-Ford, 9 poäng
2. Jack Brabham, Brabham-Ford, 6
3. Denny Hulme, McLaren-Ford, 4
4. Clay Regazzoni, Ferrari, 3
5. Chris Amon, March-Ford, 2
6. Graham Hill, R R C Walker (Lotus-Ford), 1
7. François Cévert, Tyrrell (March-Ford)
8. Emerson Fittipaldi, Lotus-Ford
9. Ronnie Peterson, Antique Automobiles/Colin Crabbe Racing (March-Ford)

### Förare som bröt loppet
- Pete Lovely, Pete Lovely Volkswagen (Lotus-Ford) (varv 69, för få varv)
- Dan Gurney, McLaren-Ford (60, oljetryck)
- Pedro Rodríguez, BRM (58, olycka)
- Jackie Oliver, BRM (54, motor)
- Jackie Stewart, Tyrrell (March-Ford) (52, koppling)
- John Surtees, Surtees-Ford (51, oljetryck)
- Henri Pescarolo, Matra (41, olycka)
- Jean-Pierre Beltoise, Matra (24, hjul)
- Mario Andretti, STP Corporation (March-Ford) (21, upphängning)
- Jo Siffert, March-Ford (19, upphängning)
- John Miles, Lotus-Ford (15, motor)
- George Eaton, BRM (10, oljetryck)
- Jacky Ickx, Ferrari (6, transmission)
- Andrea de Adamich, McLaren-Alfa Romeo (0, bränsleläcka)

### Förare som ej startade
- Rolf Stommelen, Auto Motor und Sport (Brabham-Ford)
- Brian Redman, Williams (De Tomaso-Ford)